# Prescott (Arkansas)
Pour les articles homonymes, voir Prescott.
La ville de Prescott est le siège du comté de Nevada, dans l’État de l’Arkansas, aux États-Unis. La population comptait 3 296 habitants au recensement de 2010.

## Historique
Prescott s'est développé rapidement car le chemin de fer fournissait un moyen fiable pour transporter les produits locaux vers les grands marchés. Le premier bureau de poste ouvrit ses portes en novembre 1873 et le premier journal, The Banner, fut édité en 1875. Le siège du comté de Nevada fut transféré à Prescott en 1877, ce qui contribua à l'importance commerciale de la ville. À la fin des années 1890, Prescott possédait son propre réseau téléphonique et son usine d'eau et d'électricité.

## Démographie
| 1880  | 1890  | 1900  | 1910  | 1920  | 1930  | 1940  | 1950  |
| ----- | ----- | ----- | ----- | ----- | ----- | ----- | ----- |
| 1 253 | 1 287 | 2 005 | 2 705 | 2 691 | 3 033 | 3 177 | 3 960 |

| 1960  | 1970  | 1980  | 1990  | 2000  | 2010  | - | - |
| ----- | ----- | ----- | ----- | ----- | ----- | - | - |
| 3 533 | 3 921 | 4 103 | 3 673 | 3 686 | 3 296 | - | - |

## Source
- (en) Cet article est partiellement ou en totalité issu de l’article de Wikipédia en anglais intitulé « Prescott, Arkansas » (voir la liste des auteurs).

1. ↑  « Statistiques des États-Unis - Arkansas - Profils des communautés de 2010 » (consulté en novembre 2020)